# (5767) Moldun
(5767) Moldun es un asteroide perteneciente al cinturón de asteroides descubierto el 6 de septiembre de 1986 por Edward Bowell desde la Estación Anderson Mesa (condado de Coconino, cerca de Flagstaff, Arizona, Estados Unidos).

## Designación y nombre
Designado provisionalmente como 1986 RV2. Fue nombrado Moldun en homenaje a la ciudad de Meudon, Hauts-de-Seine, ubicación de la Sección de Astrofísica del Observatorio de París, donde el descubridor trabajó durante unos cinco años. Meudon fue el hogar de Auguste Rodin, Jean Arp, Richard Wagner, Marcel Dupré y George Enescu.

## Características orbitales
Moldun está situado a una distancia media del Sol de 2,271 ua, pudiendo alejarse hasta 2,694 ua y acercarse hasta 1,847 ua. Su excentricidad es 0,186 y la inclinación orbital 4,457 grados. Emplea 1250,14 días en completar una órbita alrededor del Sol.

## Características físicas
La magnitud absoluta de Moldun es 14,2. Tiene 4,103 km de diámetro y su albedo se estima en 0,264. 